# Granulation (Medizin)

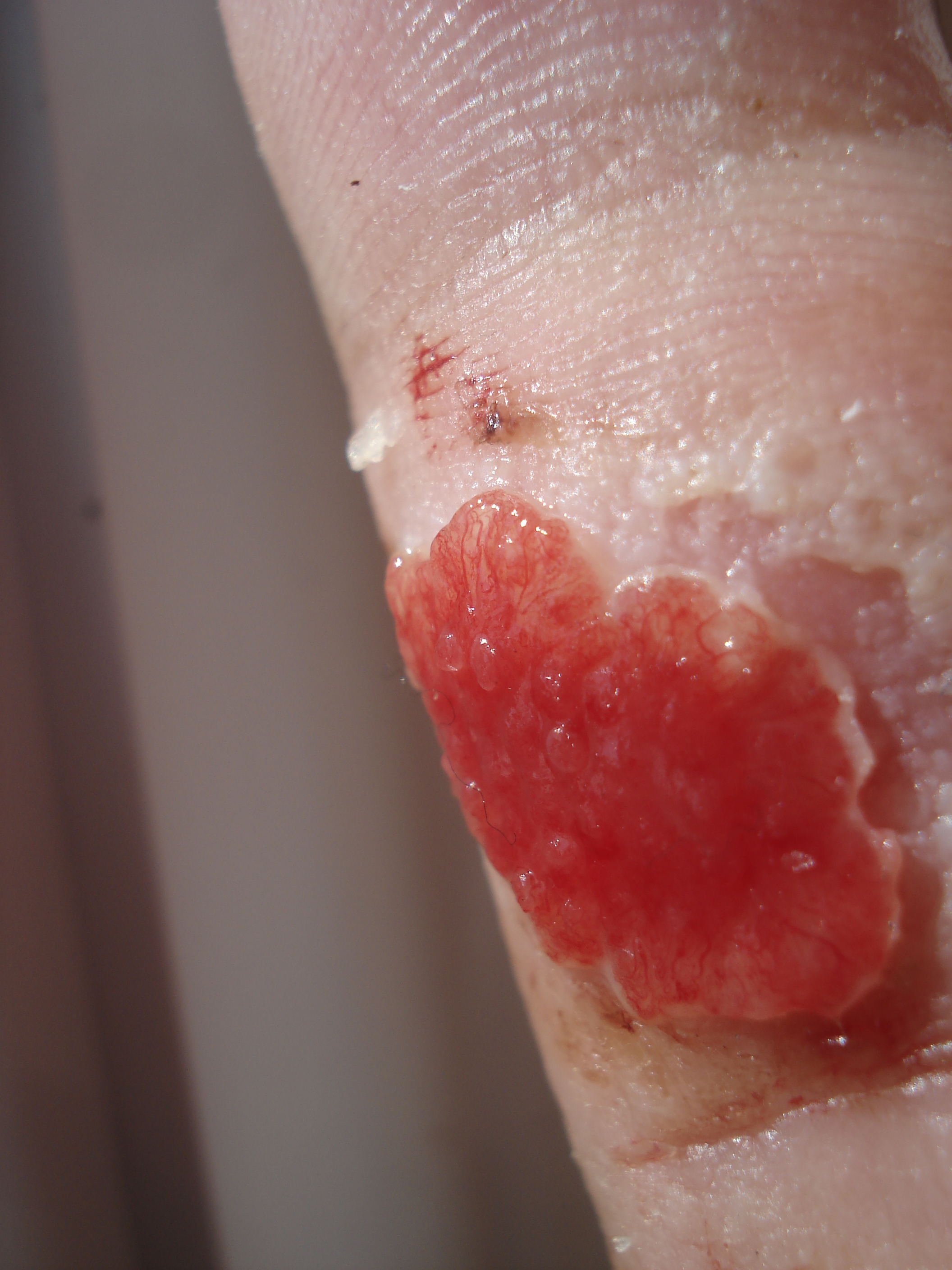
Granulationsgewebe nach einer Schnittverletzung am Finger

Als Granulation (von lateinisch granulum = Körnchen, Körnung; Körnelung) wird in der Medizin die mit bloßem Auge sichtbare Bildung von jungem, zellreichen Bindegewebe im Rahmen der Proliferationsphase der Wundheilung bezeichnet, welches den Gewebsdefekt auffüllt. Granulationsgewebe ist stark von Kapillaren (kleinen Blutgefäßen) durchzogen, daher erscheint die Oberfläche „körnig“ (granuliert). Dagegen ist das im weiteren Heilungsverlauf entstehende Narbengewebe faserreiches, aber zell- und gefäßarmes Bindegewebe. Überschießendes Granulationsgewebe in Hautwunden (Hypergranulation) wird auch als Caro luxurians („wildes Fleisch“) bezeichnet, da es den Eindruck erwecken kann, wild um die Wunde zu wuchern.

## Prozess der Granulation
Granulation tritt im Rahmen der Proliferationsphase der Sekundärheilung (bei auseinander klaffenden Wundrändern und Gewebedefekt) auf. Sie beginnt nach der Exsudationsphase, etwa drei bis zehn Tage nach der Verletzung. Wenn keine Wundheilungsstörung auftritt, ist sie nach etwa zwei Wochen abgeschlossen.
Durch Gerinnung hat sich ein Fibrinnetz gebildet. Während der Exsudationsphase eingewanderte Makrophagen aktivieren durch ihre Botenstoffe verschiedene Prozesse:
Der Wachstumsfaktor β-FGF (Fibroblast Growth Factor β) sorgt dabei zusammen mit anderen Botenstoffen dafür, dass Fibroblasten aus dem umliegenden Gewebe einwandern. Diese führen zur Synthese von Glykoproteinen, Proteoglykanen und Kollagenen. Es entsteht eine Art Gerüst, das durch die Kollagenfasern gefestigt wird. Hier siedeln sich neue Zellen an. Durch Angiogenese benachbarter, intakter Blutgefäße gelangen Endothelzellen in die Wunde. Diese Zellen vermehren sich und bilden neue Kapillaren, die für die Blutversorgung und damit für den nötigen Stoffaustausch sorgen. Das so entstandene Granulationsgewebe wächst vom Wundrand ins Zentrum, bis der Defekt ausgeglichen und die Wunde geschlossen ist. Anschließend bildet sich neue Haut (Epithelisierung). Das Granulationsgewebe erfährt dann noch einige Umwandlungen, welche mit der Bildung festen Narbengewebes ihren Abschluss finden.
In den Prozess der Wundheilung durch Granulation sind ebenfalls Zellen verschiedenen Typs eingebunden: So sorgen Fibroblasten für den Verschluss des Gewebedefekts, Angioblasten für die Neubildung der Kapillaren und Keratinozyten für die Epithelisierung des Gewebes. Die Botenstoffe aus den Makrophagen koordinieren diese Vorgänge.

## Unterstützende Wundbehandlung
Granulierende Wunden werden mit nichthaftenden Wundauflagen abgedeckt, die das Gewebe beim Wechsel des Verbandes schonen und nicht zusätzlich verletzen, insbesondere die neu entstandenen Kapillaren.
Wucherndes Granulationsgewebe kann mit Silbernitrat behandelt (verätzt) werden. Wird die Wucherung mit dem scharfen Löffel abgetragen, kann dabei gesundes Gewebe zerreißen. Außerdem besteht die Gefahr, dass Krankheitserreger in die Wunde eingebracht werden, welche eine Infektion und damit eine Wundheilungsstörung auslösen.

## Laboratoriumsmedizin
In der Laboratoriumsmedizin bezeichnet man als Granulation den mikroskopischen und färbetechnischen Nachweis von Granula in Zellen. Ein Beispiel für einen pathologischen Befund ist die toxische Granulation neutrophiler Granulozyten im Rahmen einer akuten bakteriellen Infektion.
Granulation ist auch eine Erscheinung im Blutbild bei einer Promyelozytenleukämie.